# K!TV
K!TV était un logiciel libre permettant aux possesseurs d'une carte de télévision de regarder des émissions sur leur ordinateur. Il pouvait se substituer aux logiciels propriétaires généralement livrés avec ce type de carte tout en offrant une qualité d'image souvent supérieure. L'affichage des programmes télévisuels se faisait grâce à la technologie EPG, permettait le télétexte, et était compatible avec une grande majorité des cartes sans pour autant nécessiter de pilote.

## Fonctionnalités
Le logiciel disposait de plusieurs modules, ou "plugins", parmi lesquels :
- ZoomOut[3] : un enregistreur numérique permettant de conserver des émissions au format AVI et supportant différents codecs audio et vidéo tels que Xvid, DivX,...
- nxtvepg : permettant de recevoir et de parcourir la liste des programmes TV[4] ;
- KSTR : streaming , réception de flux, audio et vidéo ;
- SnapsHot : capture d'image ;
- Mozaic : affichant une mosaïque de chaînes.